# Mont Barnston
Mont Barnston är ett berg i Kanada.   Det ligger i provinsen Québec, i den sydöstra delen av landet, 300 km öster om huvudstaden Ottawa. Toppen på Mont Barnston är 739 meter över havet.
Terrängen runt Mont Barnston är platt åt nordväst, men åt sydost är den kuperad. Runt Mont Barnston är det mycket glesbefolkat, med 2 invånare per kvadratkilometer.. Närmaste större samhälle är Coaticook, 16,2 km nordost om Mont Barnston.
I omgivningarna runt Mont Barnston växer i huvudsak blandskog.